# Rudolf Ramseyer
Rudolf Ramseyer (Berna, 17 de setembro de 1897 — 13 de setembro de 1943) foi um futebolista suíço, medalhista olímpico.
Rudolf Ramseyer  competiu nos Jogos Olímpicos de Verão de 1924, ele ganhou a medalha de prata como membro da Seleção Suíça.

## Ligações Externas
- Perfil Olímpico